# Hollandia az 1988. évi téli olimpiai játékokon
Hollandia a kanadai Calgaryban megrendezett 1988. évi téli olimpiai játékok egyik részt vevő nemzete volt. Az országot az olimpián 1 sportágban 11 sportoló képviselte, akik összesen 7 érmet szereztek.

## Érmesek
| Érem  | Versenyző         | Sportág        | Versenyszám    |
| ----- | ----------------- | -------------- | -------------- |
| Arany | Yvonne van Gennip | Gyorskorcsolya | Női 1500 m     |
| Arany | Yvonne van Gennip | Gyorskorcsolya | Női 3000 m     |
| Arany | Yvonne van Gennip | Gyorskorcsolya | Női 5000 m     |
| Ezüst | Jan Ykema         | Gyorskorcsolya | Férfi 500 m    |
| Ezüst | Leo Visser        | Gyorskorcsolya | Férfi 5000 m   |
| Bronz | Gerard Kemkers    | Gyorskorcsolya | Férfi 5000 m   |
| Bronz | Leo Visser        | Gyorskorcsolya | Férfi 10 000 m |

## Gyorskorcsolya
Férfi
| Versenyző        | Versenyszám | Eredmény       | Helyezés       |
| ---------------- | ----------- | -------------- | -------------- |
| Menno Boelsma    | 500 m       | 37,52          | 16.            |
| Menno Boelsma    | 1000 m      | 1:15,34        | 24.            |
| Herbert Dijkstra | 5000 m      | 6:54,63        | 13.            |
| Herbert Dijkstra | 10 000 m    | 14:22,53       | 11.            |
| Gerard Kemkers   | 5000 m      | 6:45,92        |                |
| Gerard Kemkers   | 10 000 m    | 14:08,34       | 5.             |
| Hein Vergeer     | 500 m       | 37,80          | 24.            |
| Hein Vergeer     | 1000 m      | 1:14,62        | 15.*           |
| Hein Vergeer     | 1500 m      | 1:56,63        | 27.            |
| Leo Visser       | 5000 m      | 6:44,98        |                |
| Leo Visser       | 10 000 m    | 14:00,55       |                |
| Jan Ykema        | 500 m       | 36,76          |                |
| Jan Ykema        | 1000 m      | nem ért célba~ | nem ért célba~ |

Női
| Versenyző         | Versenyszám | Eredmény | Helyezés |
| ----------------- | ----------- | -------- | -------- |
| Christine Aaftink | 500 m       | 41,22    | 17.      |
| Christine Aaftink | 1000 m      | 1:21,63  | 12.      |
| Yvonne van Gennip | 1500 m      | 2:00,68  |          |
| Yvonne van Gennip | 3000 m      | 4:11,94  |          |
| Yvonne van Gennip | 5000 m      | 7:14,13  |          |
| Ingrid Haringa    | 500 m       | 41,12    | 15.      |
| Ingrid Haringa    | 1000 m      | 1:23,15  | 21.      |
| Ingrid Paul       | 3000 m      | kizárták | kizárták |
| Ingrid Paul       | 5000 m      | 7:40,67  | 14.      |
| Marieke Stam      | 1500 m      | 2:07,00  | 12.      |
| Marieke Stam      | 3000 m      | 4:28,92  | 16.      |
| Marieke Stam      | 5000 m      | 7:38,02  | 13.      |

* - egy másik versenyzővel azonos eredményt ért el

~ - a futam során elesett